# SK ZD Pojbuky
SK ZD Pojbuky je jihočeský amatérský fotbalový klub z obce Pojbuky okres Tábor. V současnosti hraje III. třídu okresu Tábor.
Sportovní klub ZD Pojbuky byl založen v roce 1977 pod názvem Tělovýchovná jednota JZD Pojbuky; zakladatelem a prvním předsedou se stal Jiří Buřič. Kvůli absenci hřiště v Pojbukách trénoval klub první roky na hřišti v obci Oblajovice. V roce 1979 se však začala kvůli nevyhovujícímu technickému stavu hřiště plánovat stavba hřiště v Pojbukách, které se slavnostně otevřelo 1. srpna 1982 vítězným zápasem s týmem z Mladé Vožice.

## Klubové výsledky
| Soutěž                  | Sezóna    | Umístění                          |
| ----------------------- | --------- | --------------------------------- |
| II. třída okresu Tábor  | 2004/2005 | 12. místo                         |
| II. třída okresu Tábor  | 2005/2006 | ▼ 13. místo                       |
| II. třída okresu Tábor  | 2006/2007 | ▲ 11. místo                       |
| II. třída okresu Tábor  | 2007/2008 | ▼ 12. místo, sestup do III. třídy |
| III. třída okresu Tábor | 2008/2009 | 7.                                |
| III. třída okresu Tábor | 2009/2010 | ▼ 9.                              |
| III. třída okresu Tábor | 2010/2011 | ▼ 10.                             |
| III. třída okresu Tábor | 2011/2012 | ▲ 7.                              |
| III. třída okresu Tábor | 2012/2013 | ▼ 8.                              |
| III. třída okresu Tábor | 2013/2014 | ▬ 8.                              |
| III. třída okresu Tábor | 2014/2015 | ▲ 7.                              |
| III. třída okresu Tábor | 2015/2016 | ▲ 3.                              |
| III. třída okresu Tábor | 2016/2017 | ▼ 5.                              |
| III. třída okresu Tábor | 2017/2018 | ▼ 8.                              |
| III. třída okresu Tábor | 2018/2019 | ▲ 7.                              |
| III. třída okresu Tábor | 2019/2020 | ▲ 5.                              |